# Pitao Xoo
Pitao Xoo (in lingua zapoteca, "abbondante terremoto") era la divinità zapoteca dei terremoti.